# Decio Frascadore
Decio Frascadore (Solopaca, 10 dicembre 1691 – Solopaca, 11 giugno 1772) è stato un pittore italiano che ha operato prevalentemente nella zona della Valle Telesina.
Era figlio di Giacomo, sindaco del paese, e di Cecilia Abbamondi.

## Opere
- 1723: pala d'altare con San Michele arcangelo, nella chiesa di San Michele Arcangelo di Amorosi (restaurata nel 1991).
- 1743: pala d'altare con Martirio di san Mauro nella chiesa di San Mauro martire di Solopaca[1].
- 1757: tele della Via Crucis nella chiesa di San Michele Arcangelo di Amorosi.
- Tele nella cappella del Sacro monte dei morti della chiesa del Santissimo Corpo di Cristo di Solopaca[2]